# Bernardo Bonezzi
Bernardo Silvano Bonezzi Nahón, conegut artísticament com a Bernardo Bonezzi, (Madrid, 6 de juliol de 1964 - ibídem, 30 d'agost de 2012) va ser un compositor i músic espanyol. Conegut pel seu lideratge i influència en la denominada "Movida Madrileña", gràcies a grups com Zombies i cançons com Groenlandia, va desenvolupar posteriorment una extensa trajectòria com a compositor de bandes sonores per a cinema i televisió.
Nominat en quatre ocasions en la categoria de banda sonora als Premis Goya el 1996 es va alçar amb el premi per la banda sonora de Nadie hablará de nosotras cuando hayamos muerto d'Agustín Díaz Yanes.

## Biografia
Fill d'un italià i una brasilera, Bernardo Bonezzi és un clar exemple de precocitat en el panorama musical espanyol, fins al punt d'haver estat considerat com “el Mozart de la movida madrileña”. Als sis anys va començar a tocar la guitarra, i als vuit escoltava discos de Roxy Music, Marc Bolan i David Bowie. Va començar a compondre melodias als deu anys i el 1978, quan comptava amb tretze anys, va fundar Zombies, grup de la moguda madrilenya. El seu primer senzill va ser Groenlandia un dels temes més populars d'aquesta època. Gravaren dos discs: Extraños juegos (1980) i La Muralla China (1981).
El 1982 la formació es va separar i Bernardo Bonezzi va produir i va compondre la música del disc que Pedro Almodóvar i Fabio McNamara van gravar en aquell any. També va compondre les cançons de Laberinto de pasiones, la segona pel·lícula del cineasta manxec, i va començar així la relació del músic amb el món del cinema. El 1983 va publicar el maxi-single Las Diez Mujeres Más Elegantes i el 1984 l'àlbum Bonezzi-St.Louis, en el qual col·laborà la cantant Didi St. Louis.
Aquests dos treballs no el van satisfer i va decidir centrar-se a fer composicions per a obres teatrals, sèries de televisió i el cinema. Va compondre més de quaranta bandes sonores, aconseguint un gran reconeixement entre els professionals del mitjà i va guanyar un premi Goya pel seu treball en Nadie hablará de nosotras cuando hayamos muerto el 1996. Ha estat nominat en tres ocasions més per les bandes sonores de Mujeres al borde de un ataque de nervios en 1989, Todo por la pasta en 1992 i Sin noticias de Dios el 2002. Per a televisió va compondre algunes melodies tan populars com la de Farmacia de guardia.
Va ser el membre del Consell d'Administració de la SGAE més jove de la història.
El 2002 va deixar de treballar per al cinema i va començar una trilogia de discos instrumentals dedicats a les hores del dia: La hora del lobo (2004), La hora azul (2006), amb influències del cinema de Ingmar Bergman i Éric Rohmer i La hora del té (2007) en el qual experimentà amb sons d'altres cultures, principalment orientals. Els seus dos últims treballs van reprendre la seva faceta de creador pop abandonant les composicions instrumentals encara que no van obtenir pràcticament cap repercussió: El Viento Sopla Donde Quiere (2010) i La esencia de la ciencia (2012) al qual posteriorment seguí una versió instrumental anomenada Esencias (2012).
El 30 d'agost de 2012 Bonezzi va ser trobat mort en el seu pis madrileny després d'haver comès suïcidi.

## Discografia

### Amb Zombies
- Extraños juegos (RCA, 1980)
- La muralla china (RCA, 1981)

### Amb Didi St. Louis
- Bonezzi-St. Louis (CBS, 1984)

### En solitari
- Maxi-single Las diez mujeres más elegantes (CBS, 1983)
- La hora del lobo (Karonte, 2004)
- La hora azul (Karonte, 2006)
- La hora del té (Karonte, 2007)
- El viento sopla donde quiere (Ikiru Music, 2010)
- La esencia de la ciencia (Ikiru Music, 2012)
- Esencias (Ikiru Music, 2012)

## Filmografia com a compositor
- Laberinto de pasiones (1982)
- ¿Qué he hecho yo para merecer esto? (1984)
- Matador (1986)
- Rumbo norte (1987)
- La ley del deseo (1987)
- Barrios altos (1987)
- Mientras haya luz (1988)
- No hagas planes con Marga (1988)
- La mujer de tu vida: La mujer feliz (1988)
- Al acecho (1988)
- Baton Rouge (1988)
- La boca del lobo (1988)
- Mujeres al borde de un ataque de nervios (1988)
- El mejor de los tiempos (1989)
- Ovejas negras (1990)
- Don Juan, mi querido fantasma (1990)
- Todo por la pasta (1991)
- El laberinto griego (1992)
- Shooting Elizabeth (1992)
- Tretas de mujer (1993)
- El cianuro, ¿solo o con leche? (1993)
- Todos los hombres sois iguales (1994)
- Enciende mi pasión (1994)
- All Tied Up (1994)
- El techo del mundo (1994)
- Morirás en Chafarinas (1995)
- Boca a boca (1995)
- Nadie hablará de nosotras cuando hayamos muerto (1995)
- Mirada líquida (1996)
- Cuestión de suerte (1996)
- El amor perjudica seriamente la salud (1996)
- Hola, ¿estás sola? (1996)
- Corsarios del chip (1996)
- Entre las piernas (1999)
- Tardes de Gaudí (2000)
- Mi marido es una ruina (2001)
- Sin noticias de Dios (2001)
- Desafinado (2001)
- El amor imperfecto (2001)
- Lo que tú me has hecho no me lo ha hecho nadie (2012, curtmetratge)

## Sèries de televisió
- La edad de oro (1983, 1985)
- De la mano de (1985)
- Gatos en el tejado (1988)
- Farmacia de guardia (1991-1995)
- Queridos cómicos (1992)
- Canguros (1994-1996)
- Todos los hombres sois iguales (1996-1998)
- Hermanas (1998)
- La tele de tu vida (2007)

## Nominacions i premio

### Premis Goya 1989
- Mujeres al borde de un ataque de nervios - Nominat a Millor Banda Sonora

### Premis Goya 1992
- Todo por la pasta - Nominat a Millor Banda Sonora

### Premis Goya 1996
- Nadie hablará de nosotras cuando hayamos muerto - Guanyador a Millor Banda Sonora

### Premis Goya 2002
- Sin noticias de Dios - Nominat a Millor Banda Sonora